# Trần Tiến Dũng (Nam Định)
Trần Tiến Dũng (sinh ngày 7 tháng 3 năm 1975) là chính trị gia người Việt Nam. Ông hiện giữ chức vụ Phó Bí thư Tỉnh ủy Điện Biên.
Ông từng là Phó Bí thư Tỉnh ủy, Chủ tịch Ủy ban nhân dân tỉnh Lai Châu nhiệm kì 2016-2021; Ủy viên Ban cán sự đảng, Thứ trưởng Bộ Tư pháp từ 5/2023 - 01/2025, Bí thư Tỉnh ủy tỉnh Vĩnh Long từ tháng 1 - 7/2025.

## Xuất thân và giáo dục
Trần Tiến Dũng sinh ngày 7 tháng 3 năm 1975, người dân tộc Kinh, quê quán tại Phường Mỹ Xá, thành phố Nam Định, tỉnh Nam Định. Ông có bằng Thạc sỹ Luật.

## Sự nghiệp
Trần Tiến Dũng trước khi được bầu giữ chức vụ Chủ tịch Ủy ban nhân dân tỉnh Lai Châu đã công tác trong ngành tư pháp hơn 20 năm.

### Bộ Tư pháp
Ông bắt đầu sự nghiệp trong ngành tư pháp từ vị trí chuyên viên, đến thư kí lãnh đạo, Phó Trưởng Ban Thư ký, Văn phòng Bộ Tư pháp; Phó Chánh Văn phòng, Chánh Văn phòng Bộ Tư pháp Việt Nam, Chủ tịch công đoàn Bộ Tư pháp.
Trần Tiến Dũng là cán bộ quy hoạch cấp chiến lược của Ban Chấp hành Trung ương Đảng Cộng sản Việt Nam.
Cuối tháng 1 năm 2016, Trần Tiến Dũng, Chánh Văn phòng Bộ Tư pháp được Thủ tướng Chính phủ Việt Nam ký Quyết định 169/QĐ-TTg bổ nhiệm giữ chức vụ Thứ trưởng Bộ Tư pháp.
Ông giữ chức vụ Thứ trưởng Bộ Tư pháp Việt Nam trong 3 năm.

### Tỉnh Lai Châu
Ngày 27 tháng 2 năm 2019, Tỉnh ủy Lai Châu công bố quyết định của Ban Bí thư Ban Chấp hành Trung ương Đảng Cộng sản Việt Nam khóa 12. Theo đó, ông Trần Tiến Dũng, Ủy viên Ban Cán sự Đảng, Thứ trưởng Bộ Tư pháp được chỉ định tham gia Ban Chấp hành, Ban Thường vụ và giữ chức vụ Phó Bí thư Tỉnh ủy Lai Châu nhiệm kỳ 2015 - 2020.
Ngày 28 tháng 2 năm 2019, 42 trong tổng số 47 đại biểu dự Kỳ họp HĐND tỉnh Lai Châu khóa XIV (tổng số đại biểu HĐND: 50), đã bầu Trần Tiến Dũng, 44 tuổi, Phó bí thư tỉnh ủy Lai Châu giữ chức vụ Chủ tịch Ủy ban nhân dân tỉnh Lai Châu nhiệm kì 2016-2021 thay ông Đỗ Ngọc An chuyển công tác lên trung ương.
Ngày 13 tháng 3 năm 2019, Thủ tướng Nguyễn Xuân Phúc ký quyết định phê chuẩn Trần Tiến Dũng giữ chức vụ Chủ tịch Ủy ban nhân dân tỉnh Lai Châu nhiệm kì 2016-2021.

### Bộ Tư pháp
Ngày 15 tháng 5 năm 2023, Thủ tướng Phạm Minh Chính vừa có quyết định điều động, bổ nhiệm có thời hạn Chủ tịch UBND tỉnh Lai Châu Trần Tiến Dũng giữ chức Thứ trưởng Bộ Tư pháp.
Ngày 23 tháng 5 năm 2023, tại trụ sở Bộ Tư pháp, đồng chí Trần Lưu Quang, Ủy viên Ban Chấp hành Trung ương Đảng, Phó Thủ tướng Chính phủ đã trao Quyết định của Thủ tướng Chính phủ về việc điều động, bổ nhiệm đồng chí Trần Tiến Dũng, Phó Bí thư tỉnh ủy, Chủ tịch Ủy ban nhân dân tỉnh Lai Châu giữ chức vụ Thứ trưởng Bộ Tư pháp.

### Bí thư Tỉnh ủy Vĩnh Long
Chiều 18 tháng 1 năm 2025, Trưởng Ban Tổ chức Trung ương Lê Minh Hưng đã trao Quyết định điều động, bổ nhiệm ông Trần Tiến Dũng, Thứ trưởng Bộ Tư pháp giữ chức vụ Bí thư Tỉnh ủy Vĩnh Long thay ông Bùi Văn Nghiêm đã được điều động làm Phó Trưởng Ban Nội chính Trung ương.